# دانشگاه ایالتی آستین پی
دانشگاه ایالتی آستین‌پی (به انگلیسی: Austin Peay State University) یک دانشگاه معتبر عمومی است که در «کلارکس‌ویل» ایالت «تنسی» قرار دارد.
نام دانشگاه از فرماندار سابق ایالت «استین‌پی» گرفته شده‌است.
دانشگاه در ۵۶ رشتة مختلف تحصیلی به دانشجویان خود ارائه آموزش تا مقطع فوق لیسانس می‌دهد.